# Jindřich Bourchier
Jindřich Bourchier, 2. hrabě z Essexu (? - 13. března 1540) byl anglický voják, šlechtic a dvořan u dvorů Jindřicha VII. a Jindřicha VIII. Oženil se s Marií Sayovou, se kterou měl jednu dceru, Annu, která se stala jeho dědičkou.

## Rodina
Byl synem Viléma Bourchiera, vikomta z Bourchieru a Anny Woodvillové. Přes svou matku byl synovcem Alžběty Woodvillové, manželky krále Eduarda IV. Anglického. Roku 1483, po smrti svého dědečka, Jindřicha z Bourchieru, 1. hraběte z Essexu, zdědil hraběcí titul. 1. hrabě z Essexu byl vnukem Tomáše z Woodstocku, nejmladšího syna Eduarda III. Babička 2. hraběte z Essexu byla Isabela z Cambridge byla po obou rodičích potomkem krále Eduarda III.

## Kariéra
Byl členem státní rady Jindřicha VII. Účastnil se obléhání Boulogne v roce 1492. O pět let později vedl oddíl proti rebelům v Blackheath. Když se stal Jindřich VIII. králem, byl jmenován kapitánem jeho osobní stráže. V roce 1513 velel jezdectvu předvoji v bitvě u Spurs, kde nařídil útočit, čímž porazil francouzské četníky. Následující rok byl jmenován generálním kapitánem královských sil. Byl jedním z porotců u soudu s Eduardem Staffordem, 3. vévodou z Buckinghamu, který byl obviněn ze zrady, poté obdržel panství Bedminster, hlavní podíl vévodových propadlých majetků.
Zemřel v březnu 1540, když si při pádu z koně zlomil vaz. Jeho baronství zdědila jeho dcera Anna, která byla oddělena od svého manžela, Viléma Parra, bratra královny Kateřiny Parrové, který se stal v roce 1543 hrabětem z Essexu a v roce 1547 markýzem z Northamptonu.